# Ним (графство)
Графство Ним (фр. Comté de Nîmes) — феодальное владение на юге Франции со столицей в городе Ним.

## История графства Ним
Впервые о графстве Ним вместе с графством Руэрг упоминается в 837 году. Людовик I Благочестивый назначил Фулькоальда графом Руэрга и Нима. Фулькоальд был родоначальником Тулузского дома, который правил до XIII века. 
На документе, относящимся к папской власти над монастырем Сен-Жиль, датированным 18 августа 878 года поставил подпись граф Раймунд. Похоже, что он был тем же лицом, с Раймундом, графом Альби и Раймундом II, графом Тулузы. Неизвестно, от кого унаследовал Раймунд графство Ним. Тот факт, что никаких дальнейших записей о Раймунде, относящихся к графству Ним не найдено, относящиеся к Раймунду после 915 года, можно  объяснить тем, что Раймунд унаследовал от отца Эда графство Тулуза, после чего Ним перестал быть одним из его главных центров его владений. Других графов по имени Раймунд, относящихся к графству Ним в то время не было. 
Неизвестно, был ли Ним после смерти Раймунда зависимым от графства Тулуза. 2 июля 972 года на слушаниях в Ниме присутствовал некий граф Раймунд. Этот документ может относиться либо к Раймунду II, графу Руэрга, либо к Раймунду IV, графу Тулузы.
В начале своей карьеры Раймунд V Тулузский титуловался графом Нима, как говорится в записях 15 декабря 1066 года. Впоследствии от также упоминался как граф Нима. 
Ним частично принадлежал графам Руэрга и он вернулся к Гильому IV Тулузскому после смерти в 1063 году Берты, дочери графа Гуго Руэргского, вместе с графствами Агд, Руэрг, Юзес и виконтствами Безье и Нарбонна. В 1085 году, в правление Гильома, последний закрепил право владения графами Тулузы Нима, а также прочих графств.

## История виконтства Ним
Виконты Нима были вассалами Тулузского дома. Главами старшей ветви были графы Тулузы, а младшая ветвь шла от Эрменгола, графа Руэрга. Некоторые из них использовали титул графа Нима.
Первые виконты Нима появились в конце IX века. Их взаимосвязь не установлена. Далее о виконтах Нима не было никакаких сведений до документа, датированного 9 июня 956 года, который фиксирует обмен собственности в Ниме и оплату объявлений виконтом Бернаром. Доказано, что он был одним и тем же лицом с Бернаром II, виконтом Альби. Упоминание в документе о его жене, дает предположить, что она могла быть наследницей виконта Нима, и что её муж присвоил себе этот титул. Впоследствии все потомки Бернарда упоминаются как виконты Альби и Нима. Её происхождение от более ранних виконтов Нима не было установлено.
В 1099 году Бернар Атон IV объединил виконтство Ним с виконтством Безье.

## Список графов Нима
- 849—851 : Фулькоальд (ум. после 837)

супруга — Синегонда.
- 918—924 : Раймунд II Тулузский (ум. 924), сын предыдущего

супруга — Гинидильда.
- 924—942 : Раймунд III Понс (ум. 942), сын предыдущего

супруга — Гарсинда.
- 942—972 : Раймунд (IV) (ум. 961), сын предыдущего

супруга — Гунидильда.
- 972—978 : Раймунд (V), сын предыдущего

супруга — Аделаида Анжуйская.
- 978—1037 : Гильом III Тайлефер (952—1037), сын предыдущего

супруга — Эмма Прованская.
- 1037—1060 : Понс († 1060), сын Раймунда (IV)

супруга — Альмодис де Ла Марш
- 1060—1092 : Гильом IV (ок.1040-1092), сын предыдущего

супруга — Эмма де Мортен.

## Список виконтов Нима
- Бернар (ум. после 22 апреля 876)
- Беренгар
- Алидульф (ум. после апреля 892)
- Бернар (ум. после 23 мая 898)

О последующих виконтах Альби и Нима см. Виконты Альби